# Круглый Стол (Россия)
Круглый стол как традиционный для Восточной Европы 80-х - 90-х годов XX века полуофициальный институт взаимодействия правящей элиты, готовящейся потерять власть, и не вполне оформленных структур гражданского общества, готовящихся взять её в ходе предстоящих выборов, в СССР (на общесоюзном уровне) не созывался, поскольку в период существования СССР любая сколь-нибудь представительная оппозиция создавалась под лозунгами "продвижения перестройки вперёд", а не отказа от существующего строя.
В Российской Федерации первый Круглый стол был созван после конфликта ветвей власти на VII Съезда народных депутатов (декабрь 1992 г.) совместным постановлением Президиума Верховного Совета РФ и Правительства РФ от 11 января 1993 года, где был определён и персональный состав его участников, который впоследствии решением самого Круглого стола был расширен.
Заседания первого Круглого стола прошли, в частности, 15 января, 10, 15 и 24 февраля, 9 марта 1993 года.
Второй Круглый стол был учреждён осенью 1997 года Президентом Ельциным в ответ на намерение численно преобладающих в Государственной Думе левых фракций рассмотреть вопрос о недоверии Правительству Черномырдина. В письме Председателю Госдумы Г.Н.Селезнёву и лидерам фракций - инициаторов вотума недоверия - Г.А.Зюганову, Н.М.Харитонову и Н.И.Рыжкову ("Советская Россия", 18.10.1997) Президент сообщил, что "Круглый стол" будет проходить под председательством Президента. В его состав будут входить Председатель Государственной Думы, лидеры фракций и депутатских групп, председатель Совета Федерации и представители межрегиональных ассоциаций, председатель Правительства и два его первых заместителя, лидеры двух крупнейших объединений профсоюзов, а также руководитель Администрации Президента."
Таким образом, в Круглом столе должны были принять участие 24 человека, из которых 15 фамилий однозначно определялись по должности, 8 - представители 8 межрегиональных ассоциаций - были согласованы с Председателем Совета Федерации Е.С.Строевым, 1 - представитель второго по величине (после ФНПР) общероссийского объединения профсоюзов был определён администрацией Президента в лице А.Сергеева (ВКП) - претендовал также С.Храмов (СОЦПРОФ). Сверх этого 25-м участником Круглого стола и его ответственным секретарём Президент назначил С.М.Шахрая.
Заседания второго Круглого стола созывались трижды -  26 декабря 1997 (по аграрному вопросу); 7 апреля 1998 (о принципах формирования нового Правительства Кириенко); 7 сентября 1998 (по кандидатуре премьера).